# Martha E. Sewall Curtis
Martha E. Sewall Curtis (Burlington, 18 de maio de 1858 –  Burlington, 27 de abril de 1915) foi uma sufragista e escritora americana. Ela deu palestras notáveis nas reuniões da National Woman Suffrage Association em Boston. Durante anos, ela editou uma coluna semanal feminina no News, de Woburn, em Massachusetts, e foi presidente da Woburn Equal Suffrage League. Por vários anos, ela conduziu em Boston um escritório de taquigrafia e empregou cerca de 20 mulheres.

## Primeiros anos e educação
Martha Elizabeth Sewall nasceu em Burlington, Massachusetts, em 18 de maio de 1858. Ela era descendente de uma das famílias mais antigas da Nova Inglaterra. Seus pais se chamavam Samuel Sewall e Elizabeth Brown Sewall. Por muitos anos, seu pai trabalhou como secretário municipal em Burlington. Seu avô paterno, Rev. Samuel Sewall, ministro da Old South Church e autor da história de Woburn. Seu bisavô era o juiz Sewall, chefe de justiça do Supremo Tribunal Judicial de Massachusetts, que era afiliado aos julgamentos de bruxas de Salem. Por parte de sua avó, ela era descendente de Henry Dunster, primeiro presidente da Universidade Harvard. Ela se formou na escola secundária de Cambridge em 1874, a mais nova de sua classe. Posteriormente, ela buscou o estudo de vários ramos e realizações literárias.

## Carreira

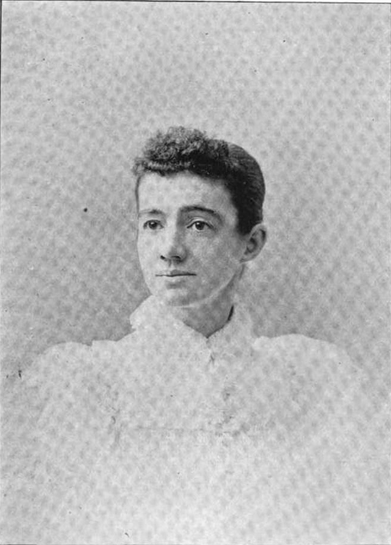
Retrato de Martha em 1893

Por vários anos, ela foi professora e, uma vez, fez parte do comitê escolar de sua cidade natal. Ela se casou com Thomas S. Curtis, 3 de julho de 1879. Tiveram dois filhos, ambos falecidos na infância. Seu marido morreu em 27 de dezembro de 1888. Ele simpatizava plenamente com sua esposa em seu trabalho literário e reformatório.
Após seu casamento, ela fez um curso completo de elocução no Conservatório da Nova Inglaterra e se formou em 1883. Mais tarde, ela passou um ano no estudo da oratória para se preparar para o tremor público. Uma firme crente na igualdade dos sexos, ela começou muito jovem a trabalhar para a emancipação das mulheres. Sua primeira aparição como palestrante pública foi nas reuniões da National Woman Suffrage Association em Boston e em outros lugares. Em 1889, ela foi nomeada conferencista estadual da Associação de Sufrágio Feminino de Massachusetts e, nessa qualidade, dirigiu muitas reuniões públicas em diferentes partes do Estado. Ela trabalhou como presidente da Woburn Equal Suffrage League. Ela tem sido ativa em exortar as mulheres a votar no comitê escolar, a única forma de sufrágio concedido a elas em Massachusetts. Ela acreditava totalmente no movimento da temperança, mas sustentava que a melhor maneira de obter boas leis era colocar o voto nas mãos de mulheres e homens.
Ela também fez muito trabalho pela reforma, contribuindo com artigos para os jornais. Ela editou uma coluna semanal feminina no Woburn News. De seu avô Samuel Sewall, antiquário, herdou o gosto pela pesquisa histórica. Ela escreveu uma história de sua própria cidade para a História do Condado de Middlesex. Por vários anos, ela conduziu em Boston um escritório de estenografia e empregou cerca de 20 mulheres.

## Vida pessoal

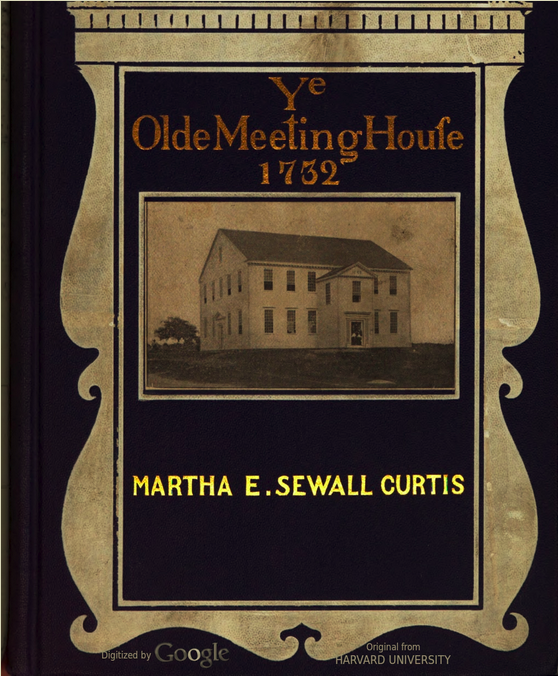
Ye old meeting house (1909)

Durante o período de 1880 a 1885, ela atuou como organista da igreja de Burlington. Ela morreu em 27 de abril de 1915, em sua casa em Burlington.

## Obras publicadas
- Burlington Church. 150th anniversary. Burlington, Mass., 1855 (em inglês)
- Burlington, 1890 (em inglês)
- Ye olde meeting house: addresses and verses relating to the meeting house, Burlington, Middlesex County, Massachusetts, built 1732, and other historical addresses , 1909. Texto. (em inglês)